# Daniel Goffart
Daniel Goffart (* 7. März 1961 in Aachen) ist ein deutscher Jurist, Journalist und Buchautor.

## Leben
Goffart ging auf das Bischöfliche Pius-Gymnasium Aachen. Anschließend studierte er in Bonn und Berlin Rechtswissenschaften und erhielt 1991 die Anwaltszulassung. Anschließend arbeitete Goffart in der Rechtsabteilung des Ullstein-Verlags. 1992 wechselte er als politischer Redakteur zur Berliner Morgenpost und war Parlamentskorrespondent in Bonn. Von 1996 bis 2004 arbeitete er als Korrespondent und Vize-Büroleiter beim Handelsblatt. 2004 wurde er Bevollmächtigter des Vorstands der Deutschen Telekom AG für Politik und Regulierungsstrategie. Danach ging er am 1. Februar 2008 zurück zum Handelsblatt und arbeitete dort als Ressortleiter Wirtschaft und Politik. Von 2012 bis 2020 schrieb Goffart als Politikchef und Leiter der Hauptstadtredaktion für das Nachrichtenmagazin Focus. Mitte 2020 wechselte er als Chefreporter zur Wirtschaftswoche in Berlin. Seit 2024 ist er Chefkorrespondent der Wirtschaftswoche in Brüssel.
Goffart spezialisierte sich neben der bundespolitischen Berichterstattung aus Bonn und Berlin vor allem auf wirtschaftspolitische Themen. Schwerpunkte seiner Arbeit sind dabei die Energiepolitik, der Umbau der Industrie vor allem in den netzbasierten Branchen, die Veränderung der Arbeitswelt und die digitale Transformation der Wirtschaft  und deren Konsequenzen für Sozialsysteme und Arbeitnehmerschaft.
Als Buchautor veröffentlichte er 2012 eine Biografie über Peer Steinbrück und 2015 eine Biografie über Ursula von der Leyen unter dem Titel „Kanzlerin der Reserve“. Das Buch wurde 2019 nach der Ernennung von der Leyens zur Präsidentin der EU-Kommission überarbeitet und als Taschenbuch neu aufgelegt. Ebenfalls 2019 legte Goffart den Titel „Das Ende der Mittelschicht“ vor. Das Werk stand auf der Shortlist als bestes Wirtschaftsbuch des Jahres 2019. Für seinen Artikel „Operation Wiederaufbau“, der sich mit dem Wiederaufbau in der Ukraine befasst, erhielt Daniel Goffart zusammen mit Kollegen von der Wirtschaftswoche den Deutschen Journalistenpreis 2023.

## Werke
- Steinbrück – Die Biografie. Heyne Verlag, München 2012, ISBN 978-3-453-20034-0
- mit Ulrike Demmer: Kanzlerin der Reserve. Der Aufstieg der Ursula von der Leyen. Berlin Verlag, Berlin 2015, ISBN 978-3-8270-1276-0
- Das Ende der Mittelschicht: Abschied von einem deutschen Erfolgsmodell. Berlin Verlag, Berlin 2019, ISBN 978-3-8270-1396-5
- mit Jutta Falke-Ischinger: Der Unbeugsame: Friedrich Merz, die Union und der Kampf um die Macht. LMV, München 2022, ISBN 978-3-7844-3642-5.
  - Aktualisierte Neuauflage unter dem Titel Friedrich Merz. Die Biographie. LMV, München 2024, ISBN 978-3-7844-3736-1.